# AM-23機炮
阿法納西耶夫—馬卡羅夫AM-23（Afanasev Makarov AM-23；俄罗斯国防部火箭炮兵装备总局代號：／；圖拉設計局原廠編號：／）是一款由前苏联武器設計師尼可籟·M·阿法納西耶夫（Nikolay M. Afanasev）和尼古拉·F·馬卡羅夫（Nikolay F. Makarov）所設計、圖拉兵工廠所生產的單管航空機炮，並且裝設在一些現代蘇聯／俄羅斯軍用飛機以上使用，通常被用以取代早期、射速較慢的諾德爾曼—里希特NR-23，發射23×115毫米苏联口徑机炮炮彈。

## 歷史
1953年，第一架圖-16「獾」噴射式战略轰炸机投入蘇聯空軍服役。這架轟炸機的防衛砲塔需要一門新型23毫米機炮，而且應該比諾德爾曼—里希特NR-23更為緊湊和更高射速。TsKB-14設計局的設計師尼可籟·M·阿法納西耶夫和尼古拉·F·馬卡羅夫以阿法納西耶夫A-12.7 12.7×108毫米重機槍加以放大，研製出23毫米航空機炮。1954年5月，其原型TKB-495（俄語：ТКБ-495；ТКБ，全寫：Тульское Конструкторское Бюро，意為：圖拉設計局）在測試期間達到了1,350發／分鐘最高射速，大約是NR-23的兩倍。為了紀念其設計師，它被正式命名為AM-23。

## 使用機種
圖-16「獾」轟炸機搭載了共7門AM-23機炮。一門機炮固定安裝在轟炸機的機鼻以上，其他的則成對地安裝在三台防衛砲塔以內。圖-95「熊」轟炸機在大多數版本當中，都搭載了共6門AM-23機炮，並且成對地安裝在三台防衛砲塔以內。後來，圖-95的機尾砲塔完全被電子對抗裝置取代，這衍生型號為圖-95MS「熊-H」。除了圖-16「獾」和圖-95「熊」之外，AM-23機炮還搭載在Tu-14「水手」、Tu-22「眼罩」，安東諾夫An-8「野營」、An-12B「幼狐」，本森B-8、B-10，伊留申Il-28「小獵犬」、Il-54「噴燈」、Il-76「耿直」，米亞西切夫M-4「野牛-A」、3M「野牛-B」和M-6「野牛-A」等自轉旋翼機、战略轰炸机和運輸機以上。An-12運輸機的DB-65U機尾砲塔以內搭載了兩門AM-23機炮。
中國購入了生產AM-23機炮彷製型的特許證，並且命名為23-2式航空機炮。

## 機構
AM-23航空機炮是一具氣動式武器，具有垂直運動的楔形後膛炮閂。兩個相互連接的上膛槓桿受致動滑塊而樞轉。上部而較長的槓桿用於將機炮彈藥從彈鏈推入膛室；其前端的抽殼鈎用以抽出擊發過後的彈殼。下槓桿伸入武器外殼，並且在其下端部具有Ｕ形凹槽。當致動滑塊前後來回運動時，武器外殼以內的鎖耳會被凸輪推入這個凹槽以內，以制導上膛槓桿。12.7毫米口徑的A-12.7重機槍和23毫米口徑的ZSU型高射炮在設計和操作上都基本相同。
AM-23與ZSU防空砲不同之處在於當中裝上的緩衝器，前者裝上的是氣動式緩衝器而ZSU則是碟形彈簧緩衝器。裝藥燃氣被導入氣動式緩衝器以內過後用以減緩致動滑塊向後衝到背板時的撞擊力度。然後利用緩衝器以內的壓縮繎氣向致動滑塊施加相當龐大的向前速度以開始復進運動。彈藥可以從左側或右側供彈。發射過後的彈殼會由機匣下側的拋殼端口排出，而空彈鏈鈎則從與供彈機構以上彈鏈供給口相反的一側掉落。AM-23還配備了火藥彈用作首發起動裝置及清除啞火彈的機構。該火藥彈發射的小型鋼栓穿過23毫米彈藥的側壁。高熱量和氣壓的推進劑氣體會隨着鋼栓進入23毫米啞彈內引燃該彈藥的裝藥並保持機炮的發射。

## 彈藥

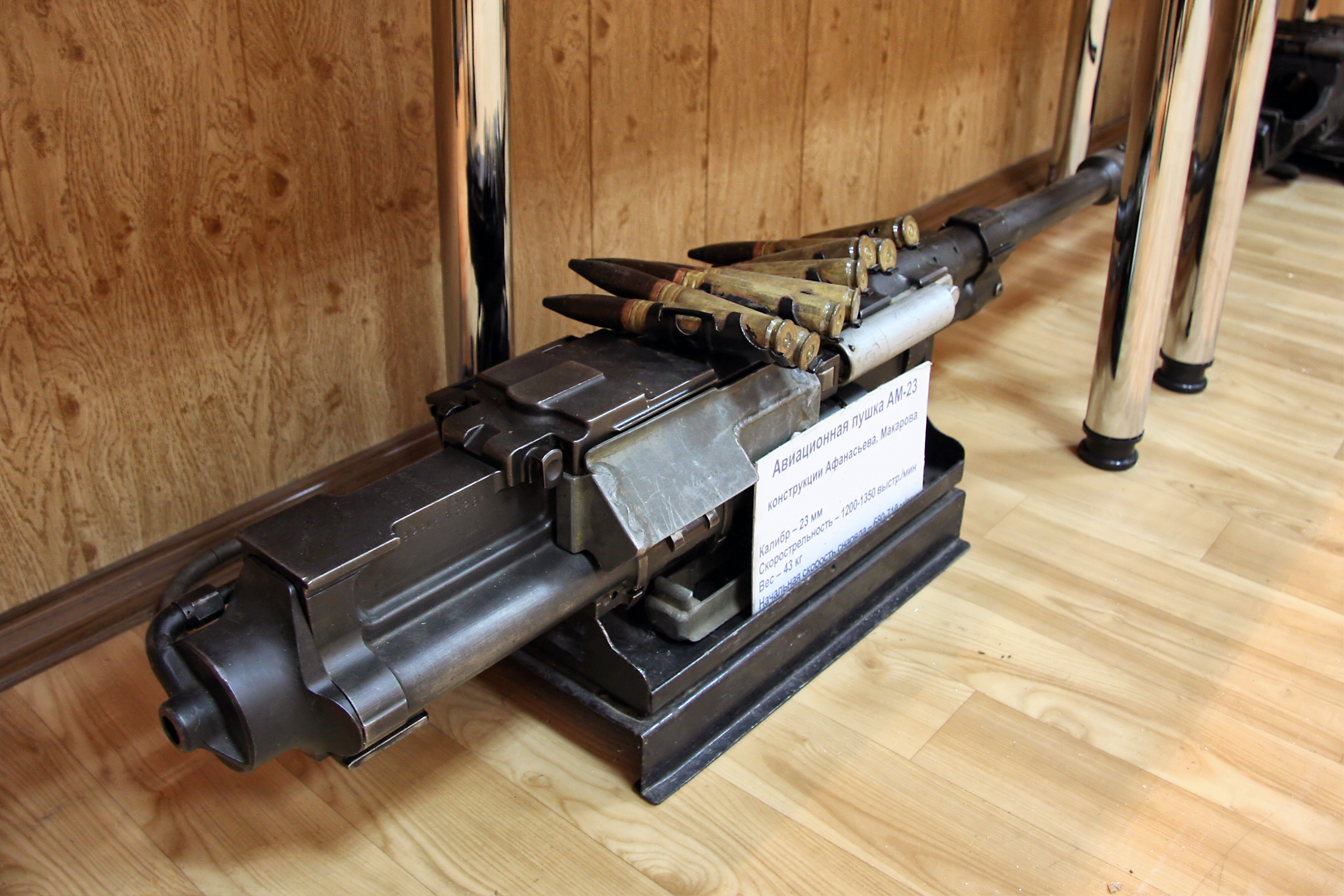
在遠程航空博物館展出的AM-23航空機炮及其23×115毫米口徑。

蘇聯亦為AM-23航空機炮研發了一系列23×115毫米口徑改進型机炮彈藥。這使用了一種增加粉末數量而更高性能的新型裝藥，同時子彈形狀亦得到改善，可在縮短的炮管提高其砲口初速。
雖然NS-23和AM-23的彈藥在尺寸上相同，但是AM-23或GSh-23不可發射NS-23和NR-23的彈藥。但是，AM-23彈藥卻可以在NS-23和NR-23中安全地發射。為了立即可將AM-23的彈藥與NS-23／NR-23的彈藥區分開來，AM-23的彈頭側面具有寬度4毫米的白色帶。
其彈頭類型包括：高爆燃燒彈（HEI）、高爆燃燒曳光彈（HEI-T）、穿甲高爆彈（APHE）、穿甲燃燒彈（API）、穿甲燃燒曳光彈（API-T）、干扰箔散佈彈（反制性射彈）、热诱饵散佈彈（反制性射彈）和訓練彈（TP）。隨後，這些彈藥被命名為“AM-23型彈藥”，並且獲GSh-23繼續使用。

## 生產
第535號工廠生產AM-23航空機炮。1953年生產了56門機炮，隨後為：1954年—1031門、1955年—3,946門、1956年—2,786門，1957年—3,345門。

## 衍生型
- AM-23（TKB-495，9-A-036）：基本型號。
- AM-23L1：使用L1型炮口附件改進。炮管長度延長至1,450毫米（57.09英寸，63倍徑）。
- AM-23L3：使用L3型炮口附件改進。
- 北方工業23-2式：中国特許彷製型。

## 資料來源
- Koll, Christian. . Austria: Koll. 2009: 153  [2020-09-25]. ISBN 978-3-200-01445-9. （原始内容存档于2009-10-19）.
- Система Афанасьева

## 外部連結
- （俄文）—Пушка АМ-23 (9А036)（页面存档备份，存于）